# نرم‌افزار آزاد و متن‌باز

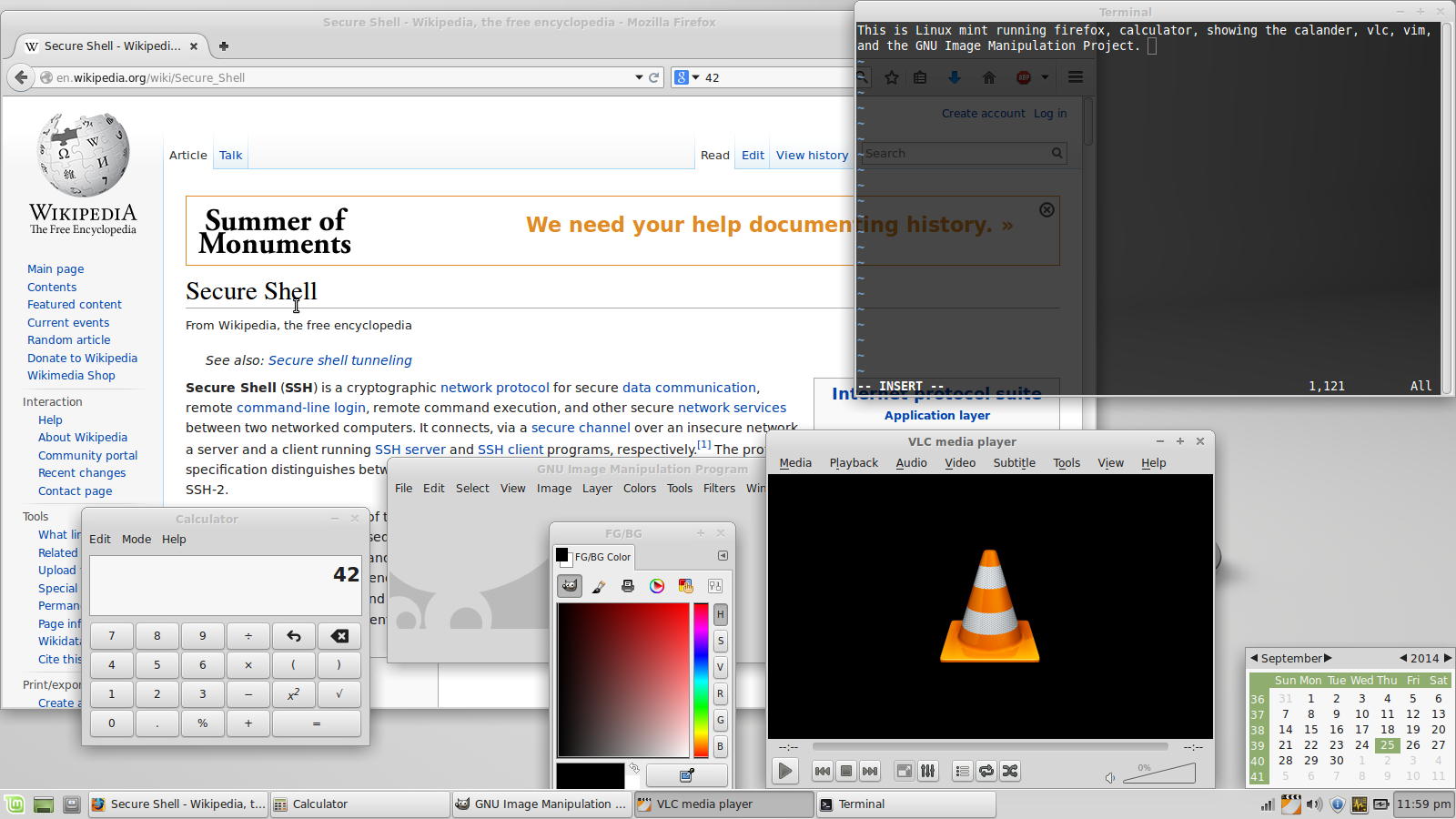
نرم‌افزار آزاد و متن‌باز

نرم‌افزار آزاد و متن‌باز (به انگلیسی: Free and open source software یا FLOSS, F/OSS, FOSS)، اصطلاحی است که برای اشاره به نرم‌افزارهایی که در هر دو تعریف نرم‌افزار آزاد و متن‌باز می‌گنجند استفاده می‌شود، جایی که هر کسی آزاد است تا نرم‌افزار را به هر شکلی استفاده، رونوشت، مطالعه و تغییر دهد، و کد مبدأ به صورت عمومی در دسترس است تا افراد تشویق شوند نرم‌افزار را بهبود دهند. در مقابل نرم‌افزار مالکیتی، جایی که نرم‌افزار تحت حق رونوشت یا پروانهٔ محدود قرار داشته و کد مبدأ از کاربران پنهان است.
"نرم‌افزار آزاد و متن‌باز یک چتر اصطلاح برای نرم‌افزاری است که همزمان آزاد و نرم‌افزار متن‌باز در نظر گرفته می‌شود. تعریف دقیق اصطلاحات «نرم‌افزار آزاد» و «متن‌باز» آن‌ها را برای هر نرم‌افزاری که تحت شرایطی توزیع می‌شود، ایجاد می‌کند که به کاربران اجازه می‌دهد تا نرم‌افزار را به هر شکلی که مناسب می‌دانند استفاده، تغییر و توزیع کنند. اگرچه بین پروانه‌های نرم‌افزار آزاد و متن‌باز تقریباً همپوشانی کامل وجود دارد، اما اختلاف نظر فلسفی شدیدی بین طرفداران این دو دیدگاه وجود دارد. اصطلاح FOSS برای بی‌طرف بودن در این اختلافات فلسفی بین بنیاد نرم‌افزار آزاد (FSF) و پیشگامان متن‌باز (OSI) ایجاد شد و یک اصطلاح متحد را ایجاد کرد که می‌تواند به هر دو مفهوم اشاره کند.

## تعریف
تعریف نرم‌افزار آزاد توسط بنیاد نرم‌افزار آزاد ۱۹۸۶ منتشر شد.